# Alexandra Ledermannová
Alexandra Ledermannová (* 14. května 1969 Évreux) je francouzská sportovní jezdkyně specializující se na parkurové skákání.
Jezdectví se věnovala od sedmi let pod vedením svého otce. V roce 1992 vyhrála Velkou cenu v Bercy. Největších úspěchů dosáhla s koněm Rochet M. Na mistrovství Evropy v parkurovém skákání v roce 1995 získala s francouzským týmem bronzovou medaili. Na Letních olympijských hrách 1996 v Atlantě skončila na třetím místě v individuální soutěži a na čtvrtém místě v soutěži družstev. V roce 1998 skončila s francouzským týmem druhá na Světových jezdeckých hrách. O rok později se stala první ženou v historii, která vyhrála otevřený evropský skokanský šampionát. Na LOH 2000 obsadila 28. místo mezi jednotlivci a čtvrté místo s družstvem.
Po skončení aktivní kariéry se věnuje návrhářství jezdeckých oděvů, píše příručky a komiksy o jezdectví a věnovala své jméno sérii videoher s jezdeckou tematikou.